# Get Up (EP)
Get Up (tạm dịch: Đứng dậy) là đĩa mở rộng thứ hai trong sự nghiệp âm nhạc của nhóm nhạc nữ người Hàn Quốc NewJeans, được phát hành vào ngày 21 tháng 7 năm 2023 bởi ADOR. EP có tổng cộng sáu bài hát, trong số đó có bao gồm ba đĩa đơn, ca khúc đầu tiên mang tên "Super Shy" được phát hành vào ngày 7 tháng 7 năm 2023 cùng với ca khúc mặt B tên "New Jeans". Ca khúc thứ hai là "Cool with You" và ca khúc thứ ba là "ETA".
Get Up được sản xuất bởi nhiều cộng tác viên lâu năm như Park Jin-su, 250, Frankie Scoca, Catharina Stoltenberg và Henriette Motzfeldt. Toàn bộ sáu ca khúc đều chứa một video âm nhạc (riêng bài Cool with You có hai video). Album nhận được sự chú ý khi có nhiều thương hiệu nổi tiếng tài trợ cho album, bao gồm cả công ty Apple và thương hiệu The Powerpuff Girls. Ngoài ra, album cũng có sự góp mặt của nhiều ngôi sao nổi tiếng như nữ diễn viên người Hàn Quốc Jung Ho-yeon và nam diễn viên Hồng Kông Lương Triều Vỹ.

## Bối cảnh
Vào tháng 7 năm 2022, NewJeans đã phát hành đĩa đơn đầu tay của họ, "Attention". Ca khúc đã đạt vị trí quán quân trên bảng xếp hạng South Korea Songs của Billboard đồng thời đạt RAK trên các bảng xếp hạng tại Hàn Quốc. Sau sự thành công của Attention, NewJeans đã tiếp tục phát hành EP cùng tên với hai đĩa đơn khác là "Hype Boy" và "Cookie". EP sau đó đã gặt được nhiều thành công về phương diện thương mại khi đã bán được hơn một triệu bản. Vào tháng 1 năm 2023, sau khi phát hành album đĩa đơn đầu tay OMG, NewJeans sau đó đã trở thành nhóm nhạc K-pop đạt một tỷ lượt phát trực tuyến nhanh nhất trên Spotify. Với hai ca khúc "OMG" và "Ditto", ca khúc đã trở thành bài hát có vị trí quán quân lâu nhất trên Bảng xếp hạng Circle Digital Chart của Hàn Quốc và cũng là ca khúc đầu tiên của nhóm lọt vào bảng xếp hạng Billboard Hot 100 ở vị trí thứ 82.
Hanni thảo luận về album, Rolling Stone
Vào tháng 1 năm 2023, giám đốc điều hành của ADOR, bà Min Hee-jin đã công bố về album mới trong một buổi phỏng vấn với tạp chí Cine21. Sau khi công bố về album, NewJeans được trang News1 của Hàn Quốc vinh danh là một trong những nhóm nhạc được mong chờ nhất trong năm nay sau một cuộc khảo sát từ 33 chuyên gia. Vào ngày 4 tháng 4 năm 2023, trang báo Star News đã thông báo về ngày phát hành của album là vào tháng 7 năm 2023, trong khi một ca khúc mặt B của album sẽ được phát hành vào cuối tháng 6. Trong một cuộc phỏng vấn với tạp chí Billboard, Min cho biết nhóm đã hoàn thành công việc thu âm vào đầu tháng 4. Đến tháng 5 năm 2023, truyền thông đưa tin về ca khúc mặt B sẽ được phát hành vào ngày 7 tháng 7.

## Sáng tác
Get Up bao gồm sáu bài hát và có độ dài khoảng 12 phút. Nó lấy cảm hứng từ R&B và các phong cách đa dạng của nhạc dance, tiếp tục bao gồm các thể loại được khám phá lần đầu trong OMG. Hanni mô tả EP này là một sự đại diện cho "mùa hè của NewJeans", bao gồm một loạt cảm xúc và câu chuyện xoay quanh tình yêu. Get Up mở đầu với "New Jeans". Được lấy cảm hứng từ UK garage và Jersey club, ca khúc này với nhịp trống mạnh mẽ thể hiện mong muốn của NewJeans trong việc tiếp tục tạo dựng con đường riêng và thử nghiệm với âm nhạc mới, đồng thời tham chiếu trong lời bài hát "So Fresh, So Clean" (2001) của bộ đôi người Mỹ Outkast. "Super Shy" là một bài hát thuộc thể loại bubblegum liquid drum'n'bass và Jersey club với nhịp trống staccato đặc trưng, trong đó NewJeans mong muốn vượt qua sự nhút nhát và thổ lộ tình yêu đầu tiên của mình.
"ETA", viết tắt của "estimated time of arrival" (thời gian dự kiến đến), là một bài hát dựa trên những giai điệu nhẹ nhàng kết hợp với những đoạn trống vui nhộn như Think break, các âm thanh synth "ấm áp" và những tiếng còi hơi sôi động được lấy từ bài hát "Samir's Theme" của Debonair Samir thuộc thể loại Baltimore club. Trong bài hát, NewJeans khuyến khích bạn của mình chia tay bạn trai vì anh ta ko chung thủy. Joshua Minsoo Kim của Pitchfork mô tả đây là kết quả của những thử nghiệm trước đây của NewJeans với nhạc club, đặc biệt là Jersey club trong "Cookie" và Baltimore club trong "Ditto". "Cool with You" là một bài hát UK garage với những giai điệu "dễ dàng", các ad-lib "tinh nghịch", hòa âm chồng lớp, melisma và những giọng hát thì thầm. Trong bài hát, NewJeans bộc lộ cảm xúc thật của mình đối với người bạn đời, không bận tâm về những gì người khác có thể nói về họ. Phần chuyển tiếp của EP, "Get Up" là một bản R&B ballad "mơ mộng" dựa trên những âm thanh synth mang tính khí quyển, làm nổi bật các hòa âm nhẹ nhàng của NewJeans. Nó ám chỉ một cuộc tranh cãi với người yêu. Đĩa nhạc kết thúc với "ASAP", một bài hát pop "ngọt ngào" kết hợp với nhịp trống "sủi bọt", syncopated synths và một âm thanh tích tắc giống như âm thanh của đồng hồ, như một sự quay lại với bài hát đầu tiên. Với giọng hát mơ màng, NewJeans hát về nỗi nhớ một người bạn đời, người mà họ thường xuyên gọi để chia sẻ với họ "những niềm vui nhỏ trong cuộc sống".

## Phát hành
Get Up được phát hành ở ba định dạng vật lý khác nhau. Một phiên bản túi cùng với sáu phiên bản khác và một phiên bản bộ hộp có sự hợp tác từ The Powerpuff Girls. Cả hai phiên bản đều chứa một chiếc đĩa CD, một phong bì CD, một hộp thư, ba cuốn sách ảnh, một cuốn lời, một phong bì ảnh thẻ chứa năm thẻ khác nhau, một phong bì nhãn dán chứa thêm ba nhãn khác nhau, năm bưu thiếp và một thẻ dấu trang. Ngoài ra, EP cũng sẽ có thêm phiên bản Target, cửa hàng Weverse Japan và Universal Music với nhiều đồ vật khác.

### Đĩa đơn
Đĩa đơn "Super Shy" và ca khúc mặt B mang tên "New Jeans" được phát hành vào ngày 7 tháng 7  "Cool with You" và "ETA" được phát hành dưới dạng đĩa đơn tiếp theo cùng với EP vào ngày 21 tháng 7 năm 2023.

## Quảng bá
Vào ngày 19 tháng 6 năm 2023, nhan đề chính thức của EP đã được ADOR công bố có tên là Get Up. Ngoài ra, ADOR cũng thông báo về EP sẽ được đặt hàng trước vào lúc 11 giờ ngày 19 tháng 6. Trong một thông cáo báo chí của ADOR có nhắc đến một video ca nhạc sẽ được phát hành cho toàn bộ sáu ca khúc trong EP. Thông cáo cũng hé lộ về sản phẩm sẽ được hợp tác với một số thương hiệu toàn cầu và có thể sẽ có sự góp mặt bất ngờ trong những video ca nhạc. Sau thông báo của ADOR, giá cổ phiếu của Hybe đã tăng thêm 3% vào ngày hôm sau. Đến ngày 26 tháng 6, một đoạn teaser của video ca nhạc cho bài hát "ETA" đã được phát hành trên kênh YouTube của Hybe. Trong cùng ngày, ADOR đã đăng một bài viết trên Twitter về một chuyến bay hư cấu. Với hàng loạt thông tin về chuyến bay đã hé lộ về bài hát "ETA" sẽ được công chiếu trong hai ngày tại buổi họp mặt Bunnies Camp của NewJeans vào lúc 18:00 ngày 1 tháng 7 và 17:00 ngày 2 tháng 7 tại Nhà thi đấu SK Olympic. Trong sự kiện trên, NewJeans đã biểu diễn đĩa đơn cùng với một vài đoạn bổ sung dành cho sự kiện.

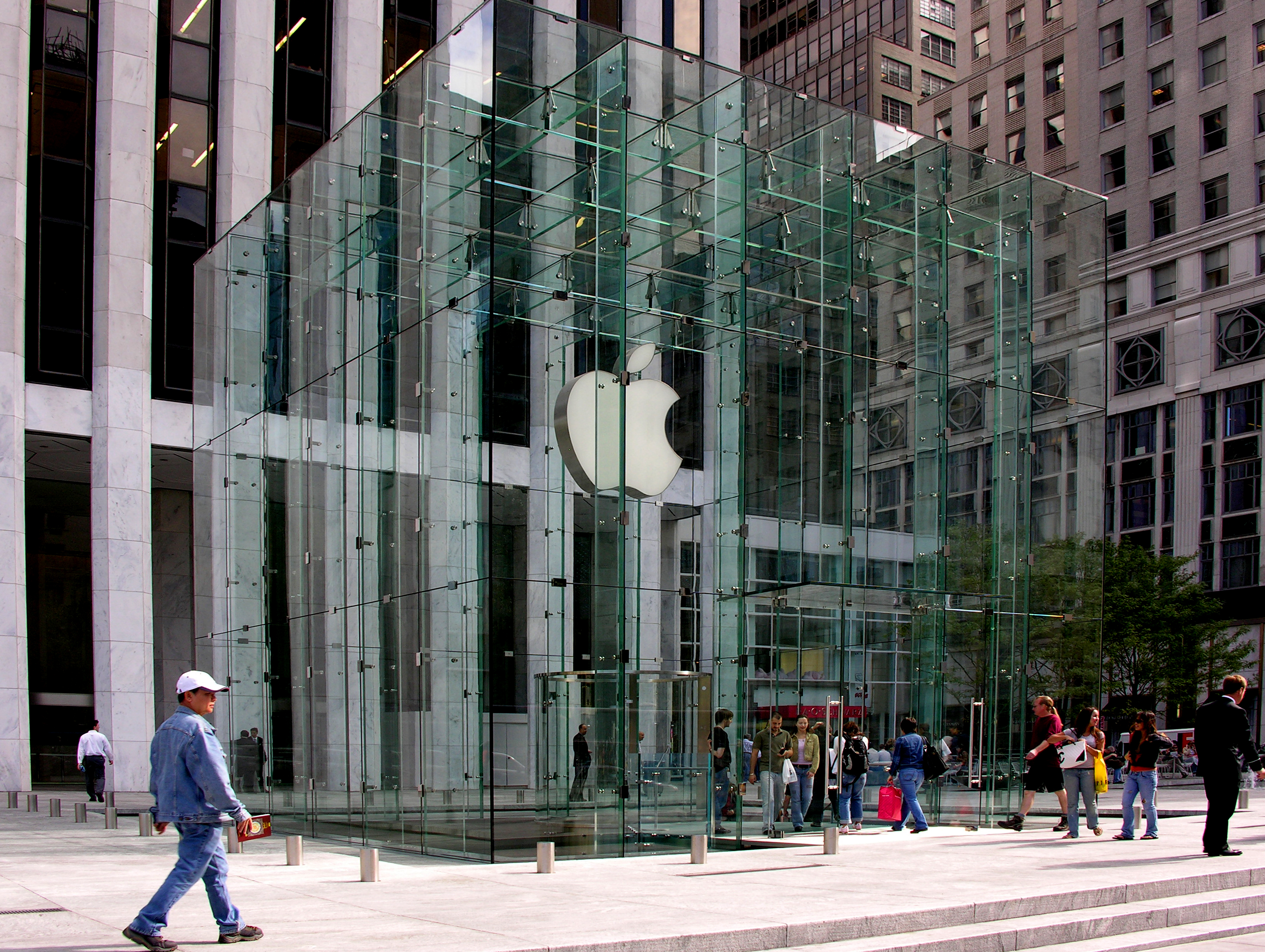
Công ty công nghệ Apple là nhà tài trợ thứ hai cho EP.

Vào ngày hôm sau, một đoạn teaser của video âm nhạc cho bài hát thứ hai "ASAP", mô tả những thành viên NewJeans trong trang phục tiên nữ, lang thang trong rừng và bơi lội. Ngoài ra, video âm nhạc của bài hát "New Jeans" sẽ được hợp tác với loạt phim hoạt hình của Mỹ The Powerpuff Girls nhằm để kỷ niệm 25 năm kể từ tập phát sóng đầu tiên. Với ảnh bìa của album là NewJeans chuyển đổi thành các nhân vật hoạt hình được xây dựng dựa trên Powerpuff Girls được thể hiện theo nhiều phong cách hoạt hình khác nhau. Video âm nhạc "Super Shy" mô tả NewJeans biểu diễn bài hát trên khắp Lisboa, Bồ Đào Nha, dưới một loạt flash mob đầy vui vẻ. Vào ngày 20 tháng 7 năm 2023, hai phiên bản của video âm nhạc cho ca khúc "Cool with You" đã được phát hành trên kênh YouTube của Hybe. Video mặt A có sự góp mặt từ NewJeans, Jung Ho-yeon và Lương Triều Vỹ trong khi mặt B có bổ sung thêm một đoạn của bài hát "Get Up". Video tường thuật lại câu chuyện về hai vị thần Cupid và Psyche. Video âm nhạc của "ETA" được tạo ra dưới sự tài trợ của Apple và đi kèm với EP. Video được quay trên chiếc iPhone 14 Pro. Cả hai video âm nhạc cho "Cool with You" và "ETA" đều được quay tại Barcelona, Tây Ban Nha và được đạo diễn bởi Shin Wooseok, người trước đây đã từng làm việc với NewJeans trong video âm nhạc cho "Ditto". Video âm nhạc cho "ASAP" đã được phát hành vào ngày 26 tháng 7 năm 2023.

## Đánh giá chuyên môn
| Đánh giá chuyên môn | Đánh giá chuyên môn |
| Nguồn đánh giá      | Nguồn đánh giá      |
| Nguồn               | Đánh giá            |
| ------------------- | ------------------- |
| AllMusic            | [ 11 ]              |
| IZM                 | [ 40 ]              |
| NME                 | [ 17 ]              |
| Pitchfork           | 7.6/10              |

Sau khi phát hành, Get Up đã có mặt trong danh sách các bài hát mới hay nhất của NPR. Trong bài đánh giá năm sao cho NME, Rhian Daly khen ngợi sáu bài hát "hoàn hảo" và viết rằng Get Up là một sự "giới thiệu thần thánh" về năm thứ hai của NewJeans, giúp họ khẳng định thành công là "nhóm nhạc đáng chú ý" trong cộng đồng âm nhạc K-pop. Joshua Minsoo Kim của Pitchfork viết rằng nhóm nhạc "thể hiện sự hưng phấn của tình yêu bản thân và sự say mê qua âm nhạc dance sôi động", trong khi "những bài hát pop nhanh, mang ảnh hưởng của club đã chứng minh họ là một trong những nhóm nhạc K-pop thú vị nhất hiện nay". Kim Do-heon đã đánh giá EP một cách tích cực, mô tả nó là "hồi tưởng trong khi vẫn đi đầu trong xu hướng". Nhà phê bình âm nhạc Kim Young-dae gọi Get Up là "kết quả tinh tế của sự theo đuổi kiên trì sự đơn giản và tinh tế trực giác", vượt qua các thể loại và nền văn hóa.

## Diễn biến thương mại
Theo nhà phân phối của EP, YG Plus, Get Up đã vượt qua 1,72 triệu đơn đặt hàng trước vào ngày trước khi phát hành, phá vỡ kỷ lục trước đó của NewJeans là 800.000 đơn đặt hàng trước cho OMG. Hanteo Chart báo cáo rằng EP đã bán được 1.194.623 bản trong ngày đầu phát hành, trở thành album thứ ba liên tiếp của nhóm bán được hơn một triệu bản. Get Up đã bán được 1,65 triệu bản trong tuần đầu phát hành, trở thành album bán chạy thứ hai của một nghệ sĩ nữ K-pop trong tuần đầu phát hành. EP ra mắt ở vị trí thứ hai trên Circle Album Chart trong ấn phẩm từ ngày 16–22 tháng 7, 2023, với 1.451.905 bản đã bán ra. Phiên bản độc quyền trên Weverse ra mắt ở vị trí thứ tư trong cùng ấn phẩm của bảng xếp hạng này với 271.895 bản đã bán. Các nhà phê bình lưu ý rằng thiết kế chức năng của EP, có hình dáng như một chiếc túi, đã góp phần vào sự thành công thương mại của nó tại Hàn Quốc.
Tại Hoa Kỳ, Get Up đã ra mắt ở vị trí số một trên bảng xếp hạng Billboard 200 trong số phát hành ngày 5 tháng 8 năm 2023, đánh dấu lần đầu tiên NewJeans lọt vào bảng xếp hạng và đạt vị trí số một. NewJeans trở thành nhóm nữ K-pop thứ hai đạt được vị trí số một trên bảng xếp hạng,, trong khi EP này trở thành một trong hai album của nhóm nữ đạt được vị trí số một trên bảng xếp hạng trong vòng 15 năm qua, kể từ album Welcome to the Dollhouse của nhóm Danity Kane vào năm 2008. Album mở màn với 126,500 đơn vị tương đương, trong đó có 101,500 bản thuần album, và đạt được 34.39 triệu lượt phát trực tuyến trong tuần đầu tiên. EP đã vượt qua nhạc phim của bộ phim Mỹ Barbie (2023) trong những gì Billboard mô tả là "cuộc đua sát nút nhất trong năm" để chiếm vị trí album số một chỉ với 500 đơn vị. Nó đã bán được 332,000 bản vào cuối năm và trở thành album CD bán chạy thứ năm tại Hoa Kỳ theo Billboard. Tại Nhật Bản, Get Up ra mắt ở vị trí số năm trên bảng xếp hạng Oricon Albums Chart trong số phát hành ngày 17–23 tháng 7 năm 2023, với 27,304 bản đã bán. Tuần tiếp theo, album này đã vươn lên vị trí số bốn với 15,768 bản đã bán.

## Biểu diễn trực tiếp

### Truyền thông
Vào ngày 23 tháng 7 năm 2023, NewJeans đã xuất hiện trên chương trình IU's Palette của ca sĩ Hàn Quốc IU trên YouTube để quảng bá album lần này.

## Danh sách ca khúc
| STT              | Nhan đề          | Phổ lời                                                                    | Phổ nhạc                                                        | Sản xuất                                        | Thời lượng |
| ---------------- | ---------------- | -------------------------------------------------------------------------- | --------------------------------------------------------------- | ----------------------------------------------- | ---------- |
| 1.               | "New Jeans"      | Gigi, Erika Casier, Fine Jensen, Hae-rin                                   | Park Jin-su, Frankie Scoca, Casier, Jensen                      | Park Jin-su, Frankie Scoca                      | 1:48       |
| 2.               | "Super Shy"      | Gigi, Kim Dong-hyun, Casier, Kristine Bogan, Danielle                      | Frankie Scoca, Casier, Bogan                                    | Frankie Scoca                                   | 2:34       |
| 3.               | "ETA"            | Lim Sung-bin, Gigi, Ylva Dimberg                                           | 250, Dimberg                                                    | 250                                             | 2:31       |
| 4.               | "Cool with You"  | Gigi, Kim Dong-hyun, Casier, Jensen, Danielle                              | Park Jin-su, Frankie Scoca, Casier, Jensen                      | Park Jin-su, Frankie Scoca                      | 2:27       |
| 5.               | "Get Up"         | Freekind                                                                   | 250, Freekind                                                   | 250                                             | 0:36       |
| 6.               | "ASAP"           | Gigi, Casier, Jensen, Catharina Stoltenberg, Henriette Motzfeldt, Danielle | 250, Catharina Stoltenberg, Henriette Motzfeldt, Casier, Jensen | 250, Catharina Stoltenberg, Henriette Motzfeldt | 2:14       |
| Tổng thời lượng: | Tổng thời lượng: | Tổng thời lượng:                                                           | Tổng thời lượng:                                                | Tổng thời lượng:                                | 12:10      |

## Doanh số và chứng nhận
| Quốc gia                          | Chứng nhận | Số đơn vị/doanh số chứng nhận |
| --------------------------------- | ---------- | ----------------------------- |
| Hàn Quốc (KMCA)                   | Triệu      | 1,798,625                     |
| Hàn Quốc (KMCA) Phiên bản Weverse | Bạch kim   | 449,287                       |
| Nhật Bản                          | —          | 63,189                        |
| Hoa Kỳ                            | —          | 332,000                       |

## Lịch sử phát hành
| Quốc gia | Ngày phát hành      | Định dạng                          | Hãng đĩa | Nguồn  |
| -------- | ------------------- | ---------------------------------- | -------- | ------ |
| Toàn cầu | 21 tháng 7 năm 2023 | CD tải kĩ thuật số phát trực tuyến | ADOR     | [ 60 ] |